# Ophrypetalum
Ophrypetalum is een geslacht uit de familie Annonaceae. De soort uit het geslacht komt voor in tropisch Oost-Afrika.

## Soorten
- Ophrypetalum odoratum Diels